# ديفيد توماس
ديفيد توماس (18 يونيو 1974 في ترينيداد وتوباغو - ) (بالإنجليزية: David Thomas)‏ هو لاعب كرة طائرة ترينيداد وتوباغو.

## وصلات خارجية
- ديفيد توماس على موقع الاتحاد الدولي beach volleyball database (الإنجليزية)
- ديفيد توماس على موقع قاعدة بيانات الكرة الطائرة الشاطئية (الإنجليزية)